# 夏樹レナ
夏樹 レナ（なつき れな、1954年4月20日 - ）は、日本の女優、モデル、レポーター。長野県出身。女優デビュー前の旧芸名は夏木 レナ。1974年に『プレイガール』で女優デビュー。

## 主な出演作品

### テレビドラマ
- プレイガール（1974年、東京12チャンネル）- 夏井レナ（レギュラー）
- プレイガールQ（1974年 - 1976年、東京12チャンネル）
- 気まぐれ天使（1976年、日本テレビ）[1]
- ジャッカー電撃隊　第6話「9ポーカー!! 美女の罠」（1977年5月14日、テレビ朝日）- 女ディーラー・杏子（デビルアマゾン）
- 野望（1977年、テレビ朝日）
- 土曜ワイド劇場「翔んでる女II アメリカ橋首なし殺人事件」（1980年4月26日、テレビ朝日）
- プロハンター　第22話「闇からの狙撃」（1981年9月1日、日本テレビ / セントラル・アーツ）
- 鬼平犯科帳 (萬屋錦之介) 第3シリーズ 第1話「さざ波伝兵衛」（1982年4月20日、テレビ朝日） - おだい
- ザ・ハングマンII 第3話「女学生を喰らう大学理事長」（1982年6月18日、朝日放送）
- 西部警察 PART-II（テレビ朝日 / 石原プロ）
  - 第14話「男たちの絆」（1982年9月19日） - 笠松の恋人
  - 第26話「-北都の叫び- カムバック・サーモン」(1982年12月12日) - スナックサカエ・ママ
- 土曜ワイド劇場「十和田湖に消えた女 連続レイプ殺人事件 死体の胸に真紅の花」（1982年11月20日、朝日放送）
- ザ・サスペンス「残酷な旅路　異常な一族の性的犯罪」（1983年1月29日、TBS）
- 西部警察 PART-III（1983年、テレビ朝日 / 石原プロ）
  - 第6話「沖田刑事・絶唱!」（5月15日）
  - 第21話「PM3・消えた1億円」（9月25日）
  - 第31話「思い出さがし」（12月11日） - 赤坂クラブのママ
- 土曜ワイド劇場「団地妻のさけび 結婚五年目の破局! セールスマンに抱かれた私」（1983年7月23日、テレビ朝日）
- 特捜最前線 第325話「超能力の女!」（1983年8月17日、テレビ朝日 / 東映）

### 映画
- ルパン三世 念力珍作戦（1974年、東宝）- 浅間山子
- 歌麿 夢と知りせば（1977年、日本ヘラルド映画）
- 悪魔の人質（1983年、にっかつ）- 真理子
- 大阪極道戦争　しのいだれ（1994年、大映）
- プレイガール（2003年、東映）- 沢木の昔の仲間

### オリジナルビデオ
- 時空警察ヴェッカー（2001年）- レイ・ナツキ
- ウィッチクローズ（2002年）

### 舞台
- アイアイの眼（2003年）
- TOKYO PLAY MAP（2004年）
- 乱 〜天草・島原 1637〜（2004年）
- 侠女狂艶騒動譚 PLAYGIRL WARS（2006年）
- 孫文の女（2006年）
- オーロラ宮異聞耳（2007年）
- ルーズベルトの刺客（2008年）